# Chu Chiêu vương
Chu Chiêu vương (chữ Hán: 周昭王, 1027 TCN - 977 TCN), là vị vua thứ tư của nhà Chu trong lịch sử Trung Quốc. Ông trị vì từ năm 995 TCN đến năm 977 TCN.

## Tiểu sử
Chiêu vương tên thật là Cơ Hà (姬瑕), là con trai Chu Khang vương Cơ Chiêu, vua thứ 3 nhà Chu. Mẹ ông là Vương Khương (王姜), là Vương hậu chính cung của Khang vương.
Theo Sử ký Tư Mã Thiên, trong thời gian trị vì, Chu Chiêu vương có thiếu sót trong việc triều chính. Năm 977 TCN, Chu Chiêu vương đi chinh phạt nước Sở. Thuyền của ông bị vỡ đắm, ông bị chết đuối tại sông Trường Giang. Triều thần nhà Chu không thông báo với các chư hầu việc này, nhằm giấu kín thất bại của ông.
Trúc thư kỷ niên chép ngắn gọn "Mất sáu đạo quân ở sông Hán. Vương trắc (chết)"
Thái tử Cơ Mãn khi đó 50 tuổi lên thay, tức là Chu Mục vương.